# Stanislaw Padewski
Stanislaw Padewski, OFMCap (18 de setembro de 1932 – 29 de janeiro de 2017) foi um bispo católico romano. Ordenado sacerdote em 1957, Padewski serviu como bispo auxiliar da Diocese de Kamyanets-Podilskyi de 1995 a 1998 e da Arquidiocese de Lviv de 1998 a 2002. Ele então serviu como bispo da Diocese de Kharkiv-Zaporizhia de 2002 a 2009.

## Biografia
Nascido em 1932, nos arredores de Buczacz (então Voivodia de Tarnopol no leste da Polônia, hoje Buchach, Ucrânia), Padewski foi realocado forçadamente com sua família, em dezembro de 1945, em Nowe Miasteczko, próximo a Nowa Sól, no oeste da Polônia. Padewski frequentou a escola em Nowa Sól por dois anos antes de ingressar no convento capuchinho em Sedziszów Malopolski em 1949, onde tomou o nome religioso de Wenanty (Venâncio). Fez os primeiros votos em 1950 e a profissão perpétua em 19 de setembro de 1953, no mosteiro capuchinho em Cracóvia. 
De 1952 a 1957, Stanisław Padewski estudou filosofia e teologia no Seminário Espiritual Superior dos Frades Capuchinhos em Cracóvia. Foi ordenado sacerdote em 24 de fevereiro de 1957, pelo bispo auxiliar de Cracóvia, Stanisław Rospond. Em 1957, formou-se no Liceu Kochanowski em Cracóvia. De 1957 a 1959, foi catequista e vigário paroquial na paróquia dos capuchinhos em Bytom. Em seguida, trabalhou como professor numa escola de Cracóvia. Em 1961, Padewski começou a estudar na Faculdade de Humanidades da Universidade Católica de Lublin, continuando, a partir de 1964, na Universidade Jaguelônica, em Cracóvia, onde se formou, em 1966, com mestrado em filologia polonesa.
Em 1964, ele serviu como capelão na Universidade de Breslau por um ano. Mais tarde, foi catequista de jovens na escola secundária em Krosno. Nos anos de 1970-1973, serviu como guardião do convento em Cracóvia e como confessor das Irmãs de São Bernardo e das Servas Maria Imaculada. Após se mudar para Rozwadów, foi inicialmente vigário e catequista e, de 1976 a 1985, ocupou o cargo de guardião do convento e da paróquia. Enquanto isso, ele recebeu o cargo de vigário provincial. Ele então serviu como capelão em Piła e Sędziszów Małopolski.
A partir de 1988, Padewski trabalhou no território da República Socialista Soviética Ucraniana, inclusive como capelão nas paróquias de Bar, Polonne, Kiev, Starokonstantynov e Shepetovka. Em 1989, ele se estabeleceu em Starokonstantynov, onde tentou recuperar o mosteiro e a igreja e, em 1990, tornou-se pároco de lá. Em 1991, foi delegado provincial de Cracóvia na Ucrânia e na União Soviética. Ele cuidava dos candidatos ao postulantado e dos noviços, como representante do superior provincial, coordenava os contatos com as autoridades eclesiásticas e civis, bem como o apostolado e a vida religiosa dos irmãos. Em 1992, Padewski era zelador e pároco em Vinnitsa. Ele também foi pastor das cidades vizinhas de Teplyk, Graczow, Kuna e Samchyntsi. Em 1994, ele recebeu a cidadania ucraniana.
Em 13 de abril de 1995, o Papa João Paulo II o nomeou bispo titular de Tigias e bispo auxiliar em Kamianets-Podilskyj. Padewski foi consagrado pelo núncio apostólico na Ucrânia, arcebispo Dom Antonio Franco, em 10 de junho de 1995; os co-consagrantes foram Dom Marian Jaworski, arcebispo de Lemberg, e Dom Jan Olszański, MIC, bispo de Kamianets-Podilskyi. Seu lema era Agnus vincet.
Em 10 de outubro de 1998, Padewski foi nomeado bispo auxiliar na Arquidiocese de Lemberg. Quatro anos depois, em 4 de maio de 2002, o Papa João Paulo II o nomeou primeiro bispo da Diocese de Carcóvia-Zaporíjia, que foi estabelecida na mesma data. A inauguração na Catedral da Assunção em Carcóvia ocorreu em 10 de julho de 2002.
Em 19 de março de 2009, o Papa Bento XVI aceitou a renúncia de Padewski devido à idade. Ele retornou para a Polônia e foi morar inicialmente no convento dos capuchinhos em Kielce. Entretanto, depois de alguns meses, ele retornou ao ministério sacerdotal na Ucrânia. Em 2012 instalou-se no convento de Sędziszów Małopolski, onde faleceu em 29 de janeiro de 2017.